# Palazzo Da Schio
Palazzo Da Schio è un palazzo storico di Schio, posizionato in via Carducci, in prossimità del duomo.

## Storia
L'attuale conformazione di palazzo Da Schio si deve al progetto di Vittorio Barichella commissionato nel 1875 da Almerico, membro della famiglia Da Schio, la quale, tra i vari possedimenti sparsi per la provincia, era proprietaria anche di vari edifici antichi presso via Carducci, forse risalenti al 1200 circa, e del grande "brolo" (cioè i terreni coltivati) che si sviluppava dove oggi sorge la piazza intitolata ad Almerico da Schio. L'architetto Barichella s'impegnò nel difficile compito di unificare i preesistenti edifici in un unico palazzo.
Nel 1877 ed ancora nel 1905 il palazzo ospitò la Regina Margherita, presente a Schio per seguire le imprese aeronautiche del conte Almerico.
Già nel Settecento la residenza dei Da Schio era adibita ad uso commerciale ed artigianale nei locali al pianterreno e residenziale ai piani superiori; questa divisione degli ambienti fu mantenuta anche nella grande ristrutturazione del 1875, e nei restauri eseguiti negli anni duemila, quando l'edificio storico fu suddiviso in vari locali ad uso privato, compreso il grande parco di pertinenza.

## Descrizione

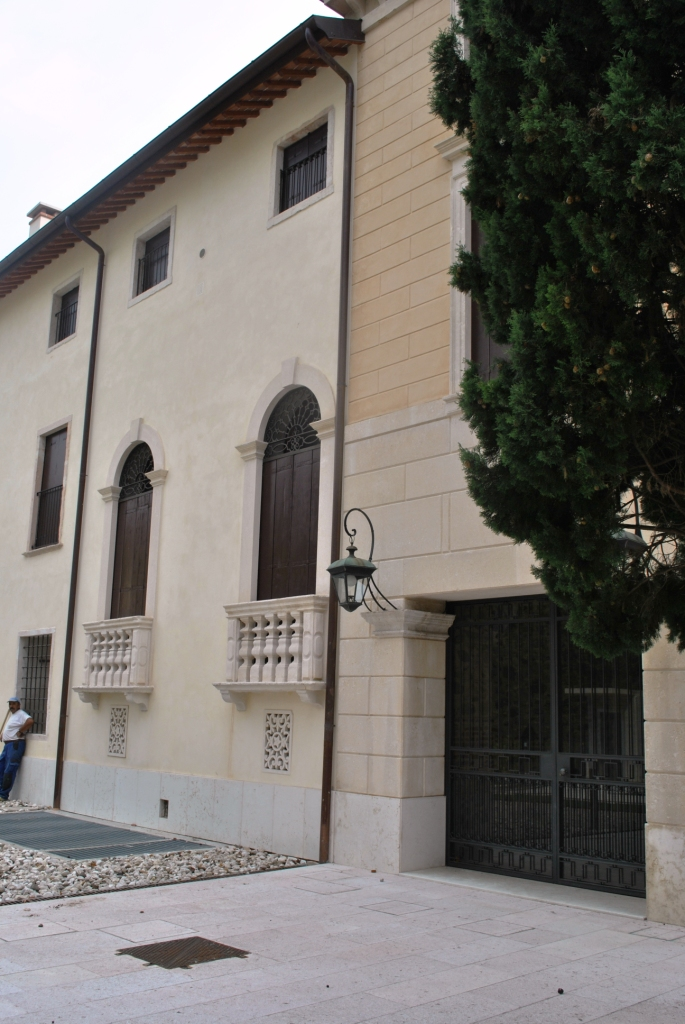
Veduta parziale della facciata posteriore del palazzo, si possono notare le diverse tipologie e livelli delle finestre

L'intervento ottocentesco progettato dal Barichella, portò alla formazione di un palazzo unitario e dalla facciata simmetrica, in stile neoclassico.
La facciata posteriore del palazzo, parzialmente visibile attraverso la antica cancellata laterale, presenta invece delle difformità dovute appunto all'unione in un unico edificio di più costruzioni diverse tra loro.
Il prospetto frontale del palazzo Da Schio consiste in un corpo principale lineare, ritmato da tredici aperture al pianterreno e da altrettante finestre al primo piano. Queste sono balaustrate ed arricchite alternativamente da un frontone ad arco ribassato ed a timpano. 
Ai due lati ulteriori elementi leggermente più elevati rispetto al nucleo centrale, simulanti l'effetto di piccole torrette e sormontati da una balaustra, completano l'edificio. La torretta di sinistra, libera nel fianco grazie alla presenza di una strada a lato del palazzo, presenta sulla copertura un grande terrazzo;  sulla facciata di questa una lapide ricorda l'impresa aeronautica del conte Da Schio.
Sulla sommità dell'edificio una grande iscrizione con il nome dei proprietari, sormontata da un'imponente sirena in pietra bianca (la sirena è nel blasone della famiglia Da Schio) nobilita il palazzo.
La cancellata che dà accesso al grande giardino, posta lungo via Capitano Sella, è ornata da obelischi e sfere in pietra.
L'interno conserva l'ampia scalinata che partendo dall'androne conduce al piano nobile dell'edificio. Una lapide ricorda il soggiorno della Regina Margherita del 1877; è presente anche una scultura della Madonna, la quale era collocata, prima della ricostruzione del palazzo, sotto il porticato nella pubblica via. Il palazzo conserva una ricca biblioteca con volumi di pregio. Nel palazzo è inoltre custodita l'antica fonte battesimale proveniente dalla primitiva chiesa pievana della Val Leogra di Pievebelvicino. Essa si presenta come una vasca ottagonale in pietra, alta 67 centimetri e larga 105 risalente al XII secolo.